# バスケットボールレバノン代表
バスケットボールレバノン代表（Lebanon national basketball team）は、レバノンバスケットボール連盟により国際大会に派遣されるバスケットボールのナショナルチームである。

## 歴史
当初はヨーロッパ連盟に所属しており、1949年と1953年のユーロバスケットに出場したが、1960年のアジア連盟発足とともに転籍。2001年と2005年には準優勝に輝く。2002年世界選手権で初出場を果たす。
日本で行われた2006年世界選手権にも出場し、ベネズエラに勝利。フランスにも1点差で勝利して2勝をあげたが、グループラウンド敗退となった。
2010年世界選手権は、カナダ戦の残り4分58秒にマット・フレイジェの逆転3ポイントシュートが成功、チームは81-71で勝利した。
2013年にFIBAから資格停止処分を受けて、全てのカテゴリの試合への出場権を失ったが、2014年に処分が解除された。
2022年FIBA男子アジアカップでは準優勝。ワエル・アラクジが大会MVPに選出された。
2023年FIBAバスケットボールワールドカップ予選では1次ラウンド5勝1敗、2次ラウンドでも2連勝スタートとなり、早々と本大会出場を決めた。ワールドカップ本大会では1次ラウンドで全敗を喫し順位決定戦に回ったが、コートジボワール戦とイラン戦で勝利しパリオリンピック予選の出場権を獲得した。
2025年FIBAアジアカップでは、初戦のカタール戦で勝利するも、続くオーストラリア戦、韓国戦で敗れ準々決勝進出決定戦に回る事となった。準々決勝進出決定戦は日本との対戦となったが、試合を通して20点近くリードするなど日本を圧倒する展開を見せ、激しいディフェンスで日本のターンオーバーを大量に誘発させ、日本のスリーポイント成功率も25.9パーセントに抑え込むなどし、97-73のスコアで圧勝した。続く準々決勝ではニュージーランドとの対戦となったが、前半終了時点で15点リードするも、後半は劣勢となりニュージーランドに逆転を許して準決勝進出を逃した。チームを指揮したミオドラグ・ペリシッチは、オーストラリア戦で2人選手が負傷し、一方で負傷を抱えながらプレーを強行している選手もいる状態であり、大会期間中は負傷者が相次ぎ満足な練習が行えていない状態だったと日本戦の試合後会見で述べている。また同じ中東のサウジアラビア開催だったこともあり、大会を通して数多くのファンがアリーナへ駆けつけ熱狂的な応援を見せていた。

## 主な国際大会成績
- 世界選手権
  - 2002年 － 16位
  - 2006年 － 18位
  - 2010年 － 21位
  - 2023年 － 出場決定
- アジア選手権
  - 準優勝：4回（2001,2005,2007,2022）

## 現在の代表選手
2025年FIBAアジアカップのロスター
- デドリック・ローソン
- オマール・ジャマレディン
- アミル・サウード
- カリム・ゼイヌン
- セルジオ・エル・ダーウィッチ
- アリ・マンスール
- ワエル・アラクジ
- ユセフ・カヤット
- ハイク・ギョクチャン
- アリ・メザー
- ジェラルド・ハディディアン
- アリ・ハイダル

## 歴代代表選手
- マット・フレイジェ
- ロニー・サイカリー
- ファディ・エル・ハティブ
- オマリ・スペルマン
- ワエル・アラクジ
- ジョナサン・アーレッジ
- ノーベル・ペレ
- アリ・ハイダル
- セルヒオ・エル・ダーヴィッチ
- ハイク・ギョクチャン
- アリ・マンスール
- ジェラルド・ハディディアン
- アミール・サウード
- アリ・メゼール
- ジャド・ハリール

## 歴代ヘッドコーチ
- ジャド・エル・ハジ (2022-2024)
- ミオドラグ・ペリシッチ (2024-)